# Kerkbank

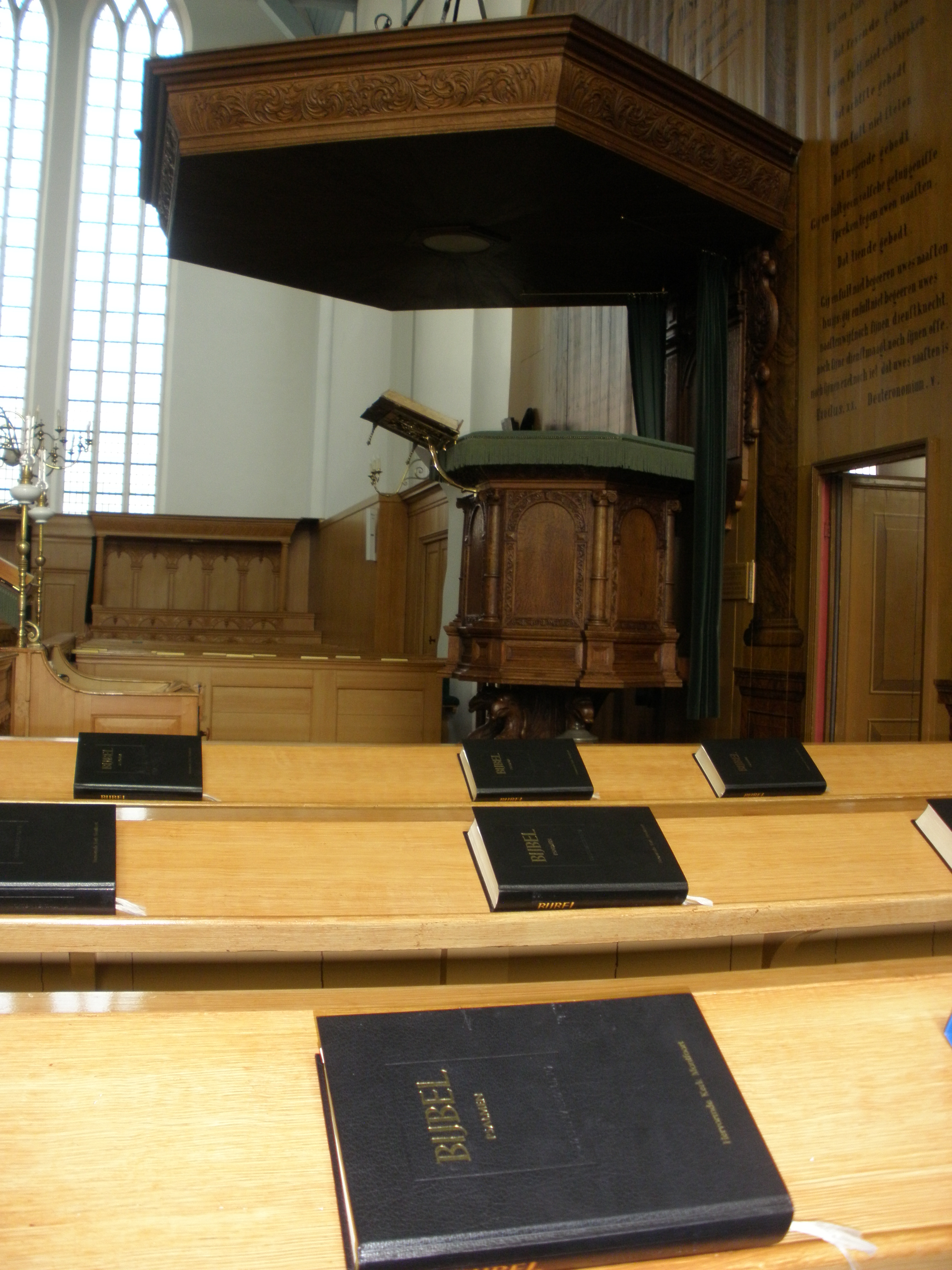
Zicht op de preekstoel vanuit de kerkbanken

Een kerkbank is een onderdeel van het kerkmeubilair. Het zijn gewoonlijk lange, eikenhouten knielbanken die in rijen staan opgesteld in het schip van een kerk. Ze geven zicht op het altaar en/of de kansel in een kerkzaal en bieden ruimte om te zitten en staan. Banken bestemd voor een eredienst die dit verlangt bieden ook gelegenheid tot knielen. Soms zijn er voor het knielen vilten kussentjes aanwezig. Zie ook: Misericorde. In de rugleuning kan een soort lessenaar zijn verwerkt, waarop de achterliggende rij mensen hun gebedenboeken en/of gezangenbundels kunnen plaatsen.
Kerkbanken worden in meerdere rijen geplaatst. In sommige kerken kende men een mannenkant en vrouwenkant, maar dat gebruik is veelal opgeheven.
Tot in de jaren vijftig van de 20e eeuw bestond er in veel kerken een systeem van pachtplaatsen. Tegen een bepaald bedrag kon men een plaats in de kerkbank pachten, waarbij de naam van de pachter bij de zitplaats kwam te staan. Wie geen vaste plaats kon huren was welkom op de armenbank. Vooraanstaande families konden de beschikking krijgen over een eigen bank, een zogenoemde herenbank.

## Afbeeldingen

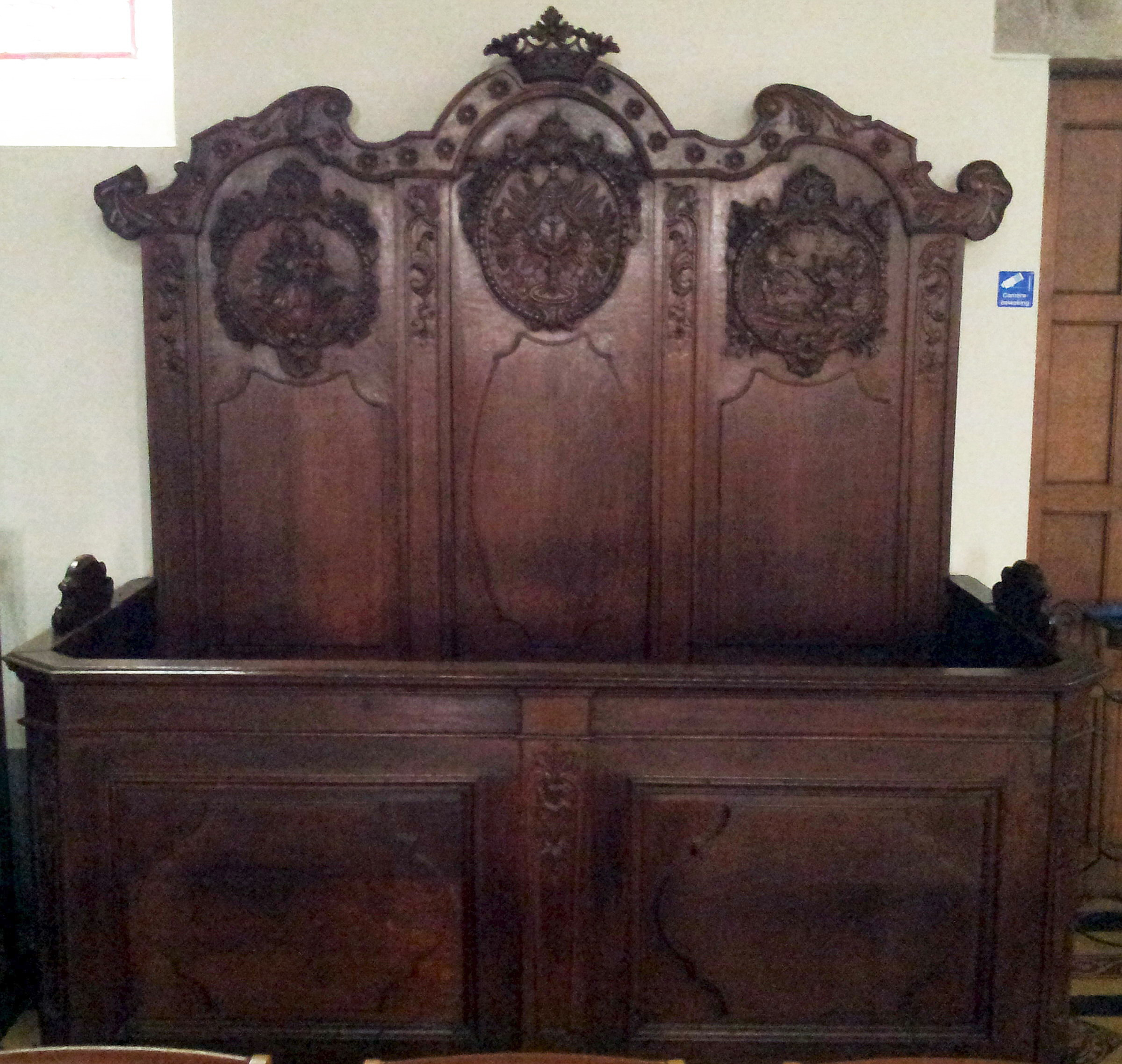
'Herenbank' in België
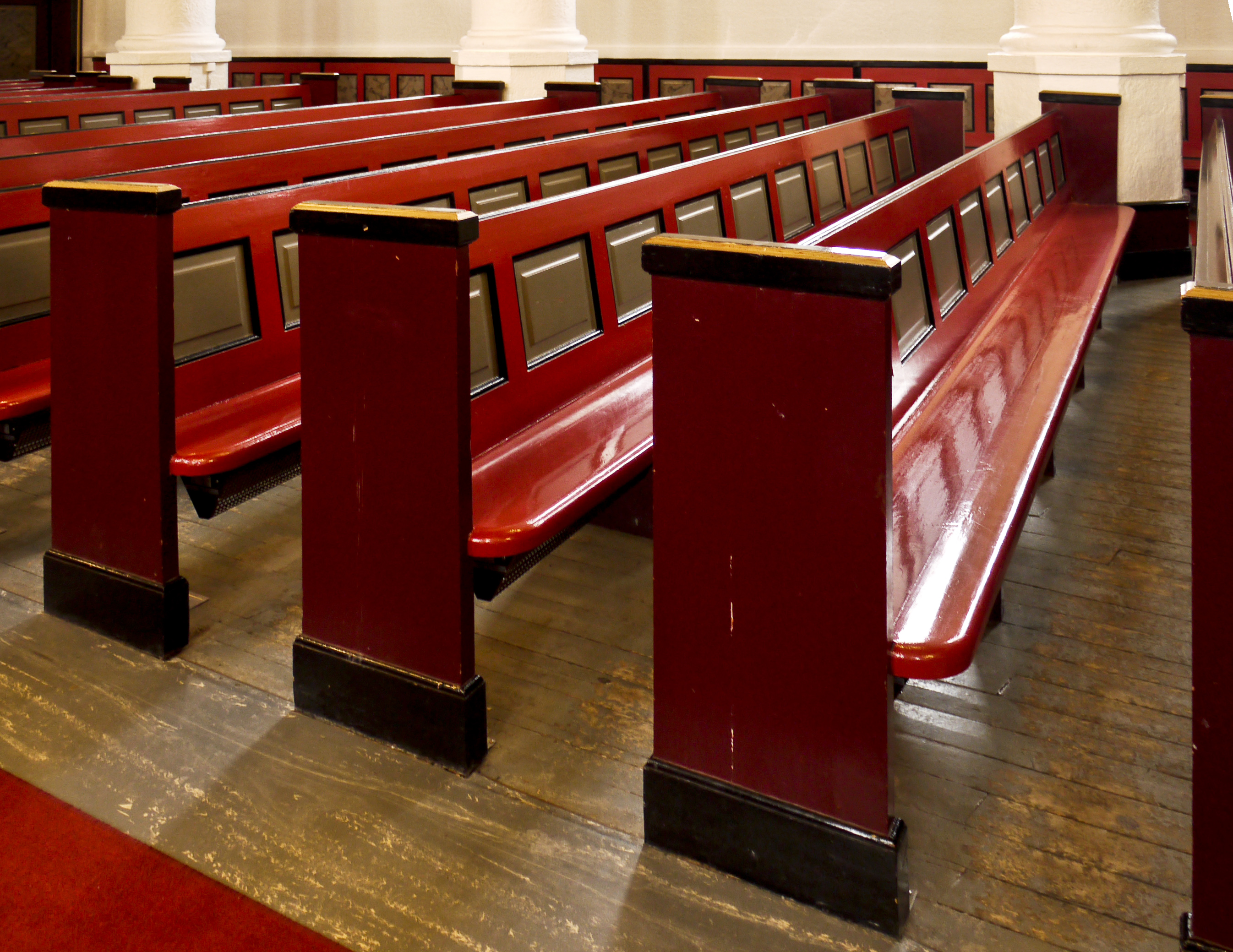
Kerkbanken in Noorwegen
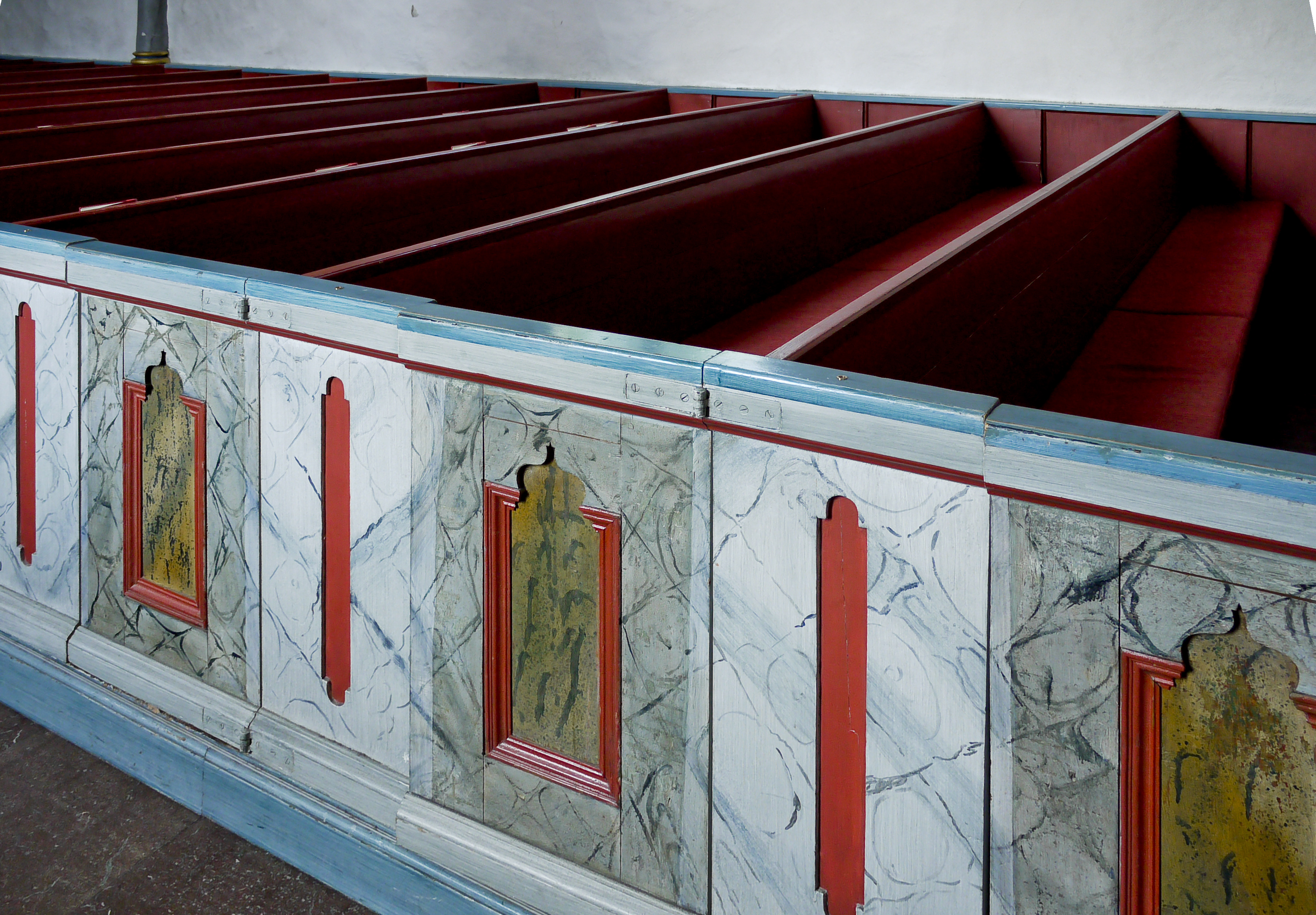
Kerkbanken in Zweden
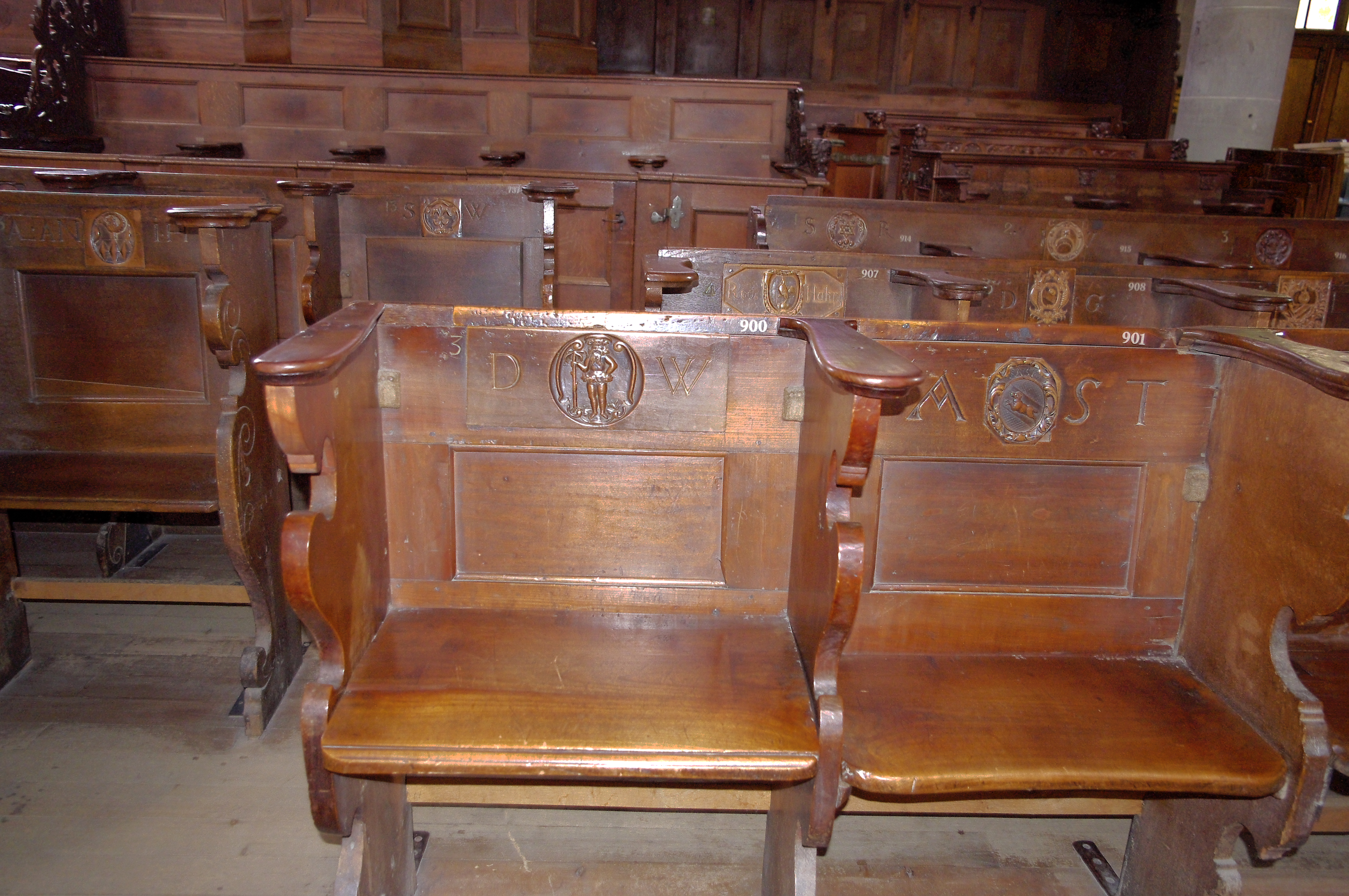
Kerkbank in Zwitserland
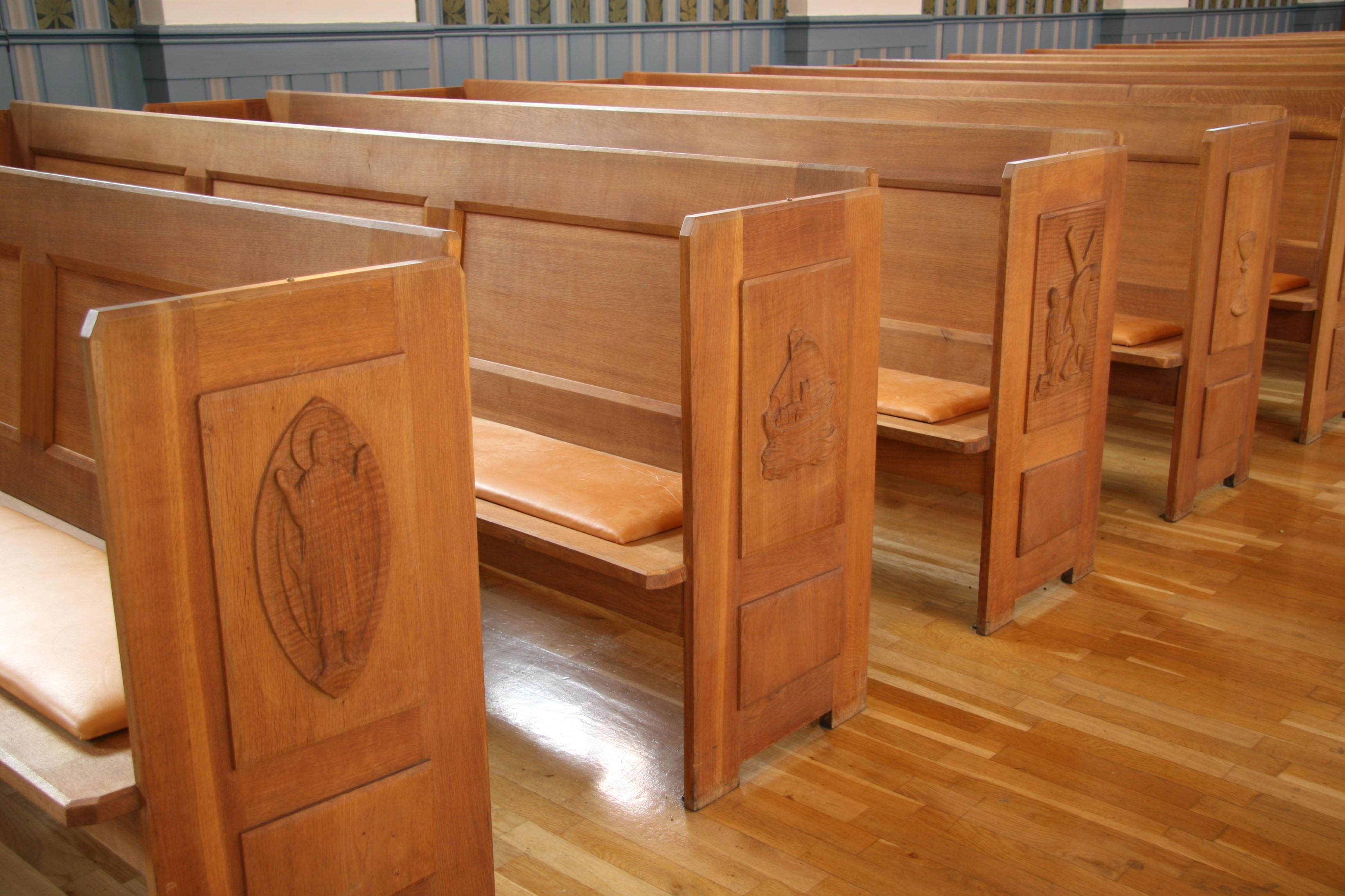
Kerkbanken in Denemarken
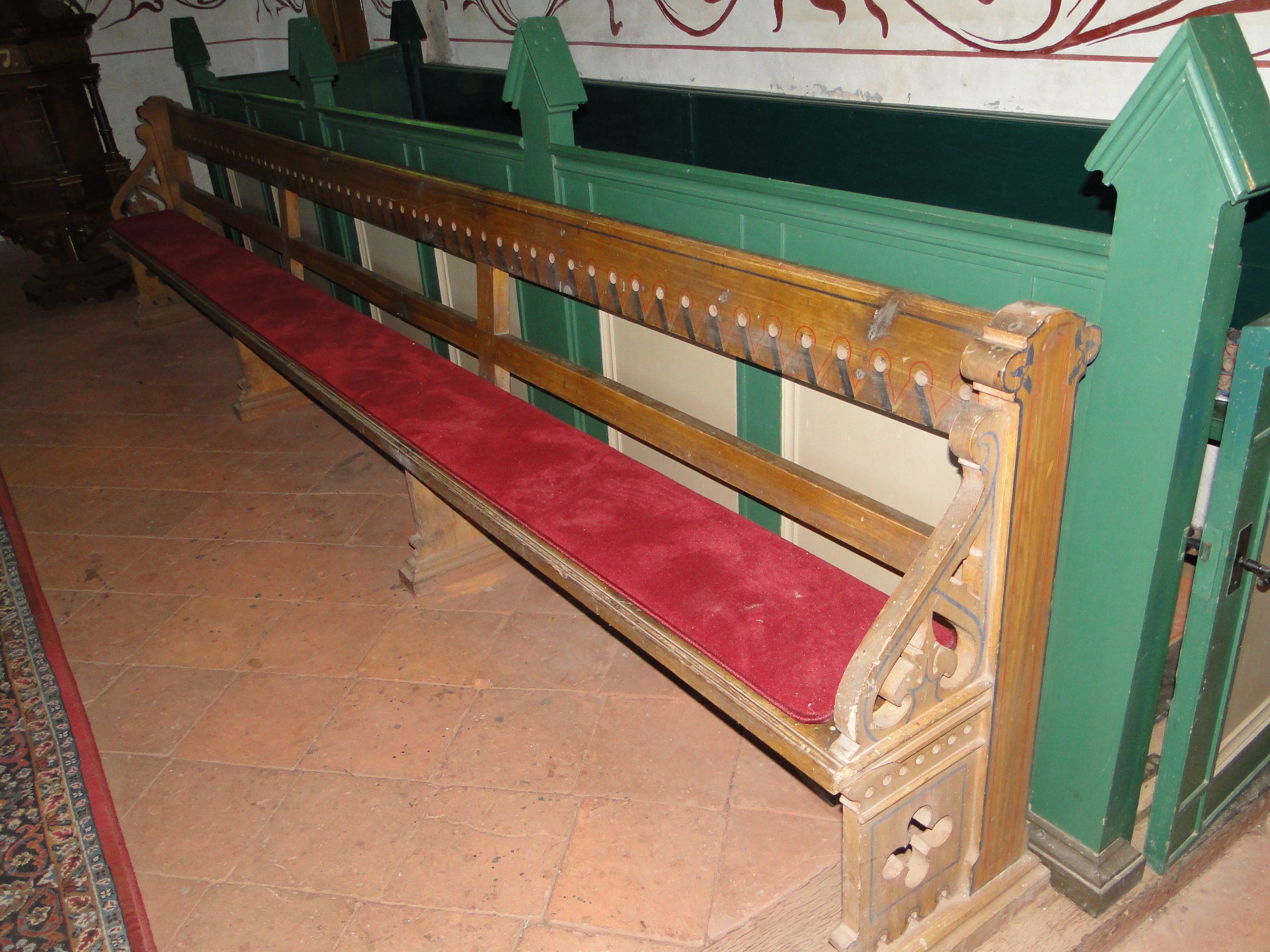
Kerkbank in Duitsland
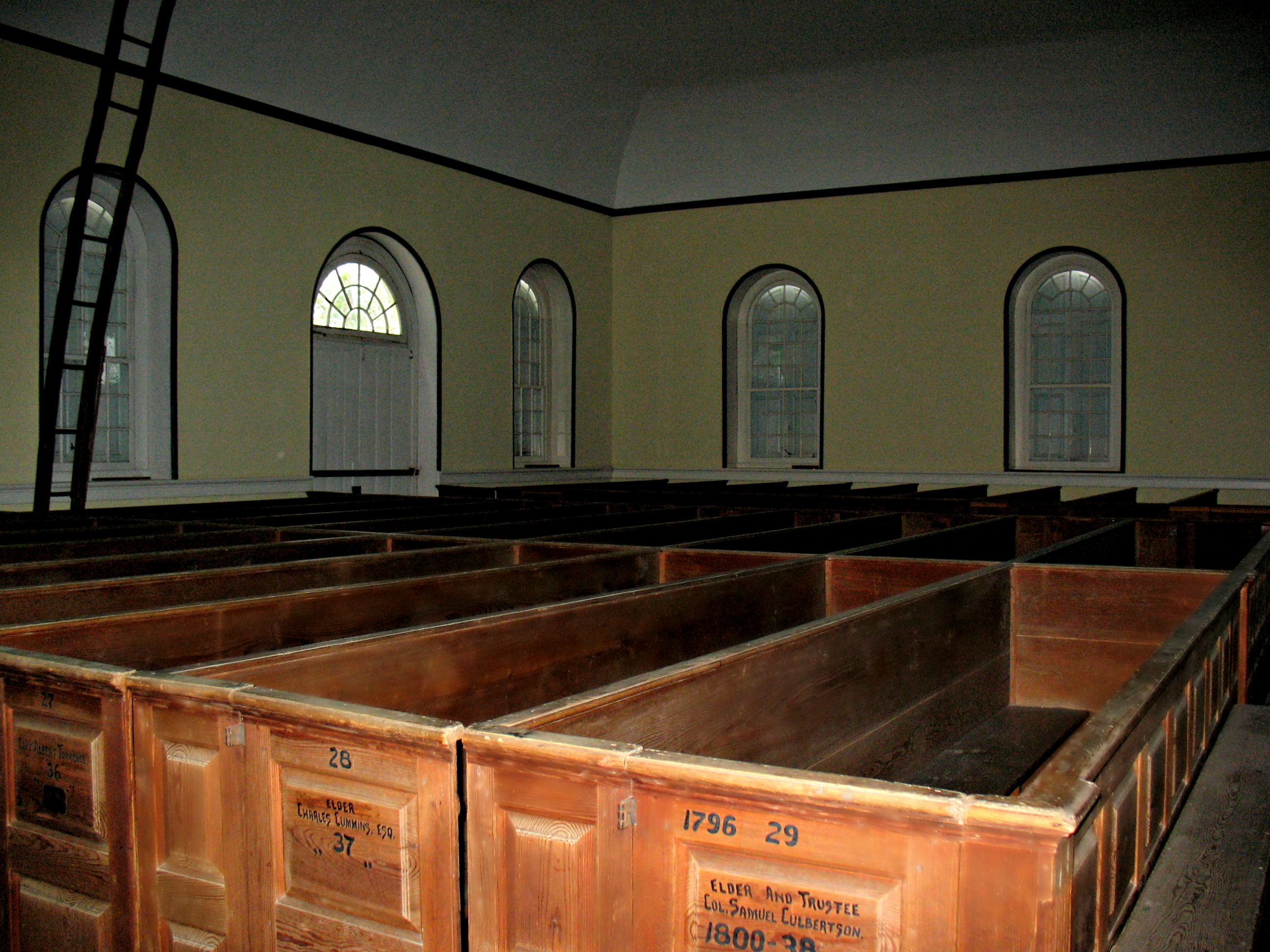
Kerkbanken in Rocky Spring, VS
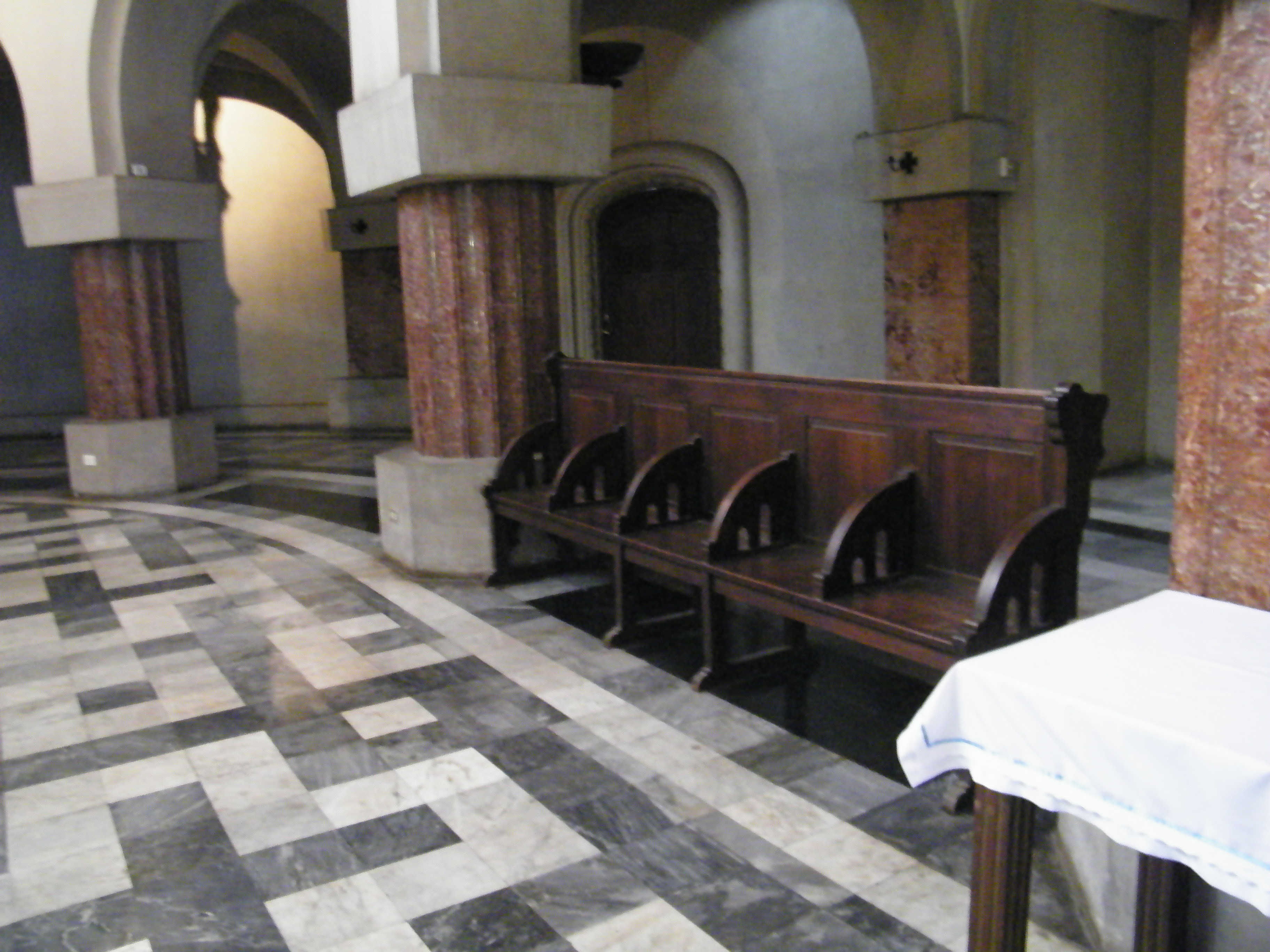
Kerkbank in Chili